# گایانه هوهانیسیان (خواننده)
گایانه مسروپی هوهانیسیان (دوندارووا) (ارمنی: Գայանե Մեսրոպի Հովհաննիսյան (Դոնդարովա)؛ انگلیسی: Gayane Hovhannisyan زادهٔ ۸ ژوئن ۱۹۵۳) خواننده اهل ارمنستان است. وی از سال میلادی تاکنون مشغول فعالیت بوده است.

## زندگی‌نامه
وی در ۸ ژوئن ۱۹۵۳ در ایروان به دنیا آمد و از دانشگاه دولتی علوم پرورشی خاچاطور آبوویان ارمنستان (۱۹۶۹) فارغ‌التحصیل گشت. وی در ارکستر پاپ ارمنستان و تئاتر دولتی آواز ارمنستان فعالیت کرده است. همچنین برندهٔ جوایزی همچون هنرمند افتخاری جمهوری ارمنستان (۲۰۱۱) شده است.

## یادداشت
1. ↑  Թոմաս Մադաթով